# علی‌محمد کاردان
علی‌محمد کاردان (۱ فروردین ۱۳۰۶ در یزد – ۶ دی ۱۳۸۶ در تهران) متخصص تعلیم و تربیت و روان‌شناس ایرانی بود. او عضو پیوسته فرهنگستان علوم و منتخب سومین دوره چهره‌های ماندگار رشته روان‌شناسی و علوم تربیتی در سال ۱۳۸۲ بود. سرپرستی مؤسسه روان‌شناسی دانشگاه تهران و ریاست دانشکده علوم تربیتی، از دیگر فعالیت‌های او بوده‌است.

## زندگی
علی‌محمد کاردان سال ۱۳۰۶ در شهر یزد زاده شد. پس از گذراندن دوره ابتدایی و دروه متوسطه، در دانشسرای مقدماتی یزد به تحصیل مشغول شد. رتبه اول او در دانشسرا باعث شد تا با هزینه دولت به دانشسرای عالی تهران اعزام شود. او زبان فارسی را نزد محمد معین، پرویز خانلری، بدیع‌الزمان فروزانفر و عربی را نزد مهدی الهی قمشه‌ای گذراند. فلسفه قدیم را نزد محمدحسین فاضل‌تونی آموخت. او با یحیی مهدوی، رضازاده شفق و غلامحسین صدیقی معاصر بود. در سال ۱۳۲۸ برای ادامه تحصیلات و تکمیل دوره تخصصی‌اش ابتدا به فرانسه و سپس به سوئیس رفت. در فرانسه، فلسفه را از شارل ورنر و روان‌شناسی را از ژان پیاژه آموخت و دکترا گرفت. علی‌محمد کاردان در روان‌شناسی از کلاس‌های علی‌اکبر سیاسی استفاده کرد و درس‌های علوم تربیتی را نزد محمدباقر هوشیار، عیسی صدیق و اسدالله بیژن و فیزیولوژی را نزد عبدالله شیبانی آموخت. در سال ۱۳۳۶ به ایران بازگشت و در سال ۱۳۳۷ در دانشگاه تهران مشغول به‌کار و تدریس شد. در سال ۱۳۴۰ سرپرست اداره کل آموزش دانشگاه تهران شد و از سال ۱۳۴۸ تا ۱۳۵۶ رئیس دانشکده علوم تربیتی بود. در سال ۱۳۵۳ نشان خدمت را از شورای عالی فرهنگ دریافت کرد. کاردان پس از انقلاب ۱۳۵۷ به تدریس در دانشگاه تهران ادامه داد و در سال ۱۳۶۳ مدیر مؤسسه روان‌شناسی دانشکده ادبیات شد و تا سال ۱۳۷۶ در این سمت باقی ماند. در سال ۱۳۸۰ از طرف رئیس‌جمهور وقت مورد تجلیل قرار گرفت. او در سال ۱۳۸۲ به عنوان چهره ماندگار در رشته روان‌شناسی و علوم تربیتی انتخاب شد. او از بدو تأسیس فرهنگستان علوم عضو پیوسته فرهنگستان علوم بود. انجمن آثار و مفاخر فرهنگی در سال ۱۳۸۲ در مراسم بزرگداشت کاردان، او را به عنوان یکی از مفاخر ایران زمین معرفی کرد. سرانجام علی‌محمد کاردان در ۶ دی ماه ۱۳۸۶ درگذشت و در بهشت زهرا دفن شد.

## آثار
از آثار علی‌محمد کاردان در زمینه روان‌شناسی و علوم تربیتی حدود ۲۰ کتاب منتشر شده‌است که از میان این آثار، کتاب «تاریخ روان‌شناسی» در سال ۱۳۶۸ به عنوان کتاب برگزیده سال انتخاب شد و به خاطر ترجمه کتاب «جامعه‌شناسی و تربیت» از طرف وزارت فرهنگ و ارشاد اسلامی به او لوح تقدیر اهدا گردید. دیگر آثار او عبارتند از:
- قواعد روش جامعه‌شناسی، امیل دورکیم، علی محمد کاردان (مترجم)، تهران: دانشگاه تهران
- سیطره کمیت و علائم آخر زمان، رنه گنون، علی محمد کاردان (مترجم)، تهران: مرکز نشر دانشگاهی
- سیر آراء تربیتی در غرب، علی محمد کاردان، تهران: سمت
- درآمدی بر تعلیم و تربیت اسلامی: فلسفه تعلیم و تربیت، محمدجعفر پاک‌سرشت، علی اکبر حسینی، علیمحمد کاردان، علیرضا اعرافی، حسین ایرانی، تهران: سمت
- روان‌شناسی اجتماعی، اتو کلاین برگ، علی محمد کاردان (مترجم)، تهران: علمی و فرهنگی
- تربیت و جامعه‌شناسی، امیل دورکیم، علی محمد کاردان (مترجم)، تهران: دانشگاه تهران
- علوم تربیتی ماهیت و قلمرو آن، علی محمد کاردان (زیرنظر)، اصغر اورنگی (ویراستار)، تهران: سمت
- مراحل تربیت، موریس دبس، علی محمد کاردان (مترجم)، تهران: دانشگاه تهران
- نظریه‌های مربوط به علوم انسانی، ژولین فروند، علی محمد کاردان (مترجم)، اسماعیل سعادت (ویراستار)، تهران: مرکز نشر دانشگاهی
- اصول راهنمایی در آموزش و پرورش همراه با طرح لانژون و والون، علی محمد کاردان، روژه گال، تهران: دانشگاه تهران
- نظام ارتباطی آموزش در ایران: آموزش متوسطه و آموزش عالی با تأملی بر علوم انسانی، گروه مؤلفان، تهران: پژوهشکده مطالعات فرهنگی و اجتماعی